# Toluca (município)
Toluca é um município do estado do México, no México. A sede do governo é Toluca de Lerdo.

## Governo e administração
| Prefeito                       | Periodo   |
| ------------------------------ | --------- |
| Juan Carlos Núñez Armas        | 2000-2003 |
| Armando Enríquez Flores        | 2003-2006 |
| Juan Rodolfo Sánchez Gómez     | 2006-2009 |
| María Elena Barrera Tapia      | 2009-2011 |
| Guillermo Legorreta Martínez   | 2012      |
| Martha Hilda González Calderón | 2012-2014 |
| Braulio Antonio Álvarez Jasso  | 2015      |
| Fernando Zamora Morales        | 2016-2018 |